# Carouge à ailes baies
Espèce
Statut de conservation UICN

 LC  : Préoccupation mineure
Synonymes
Molothrus badius
Le Carouge à ailes baies (Agelaioides badius), aussi appelé Vacher à ailes baies, est une espèce d'oiseaux de la famille des ictéridés. Auparavant classée dans le genre Molothrus, cette espèce fait maintenant partie du genre Agelaioides.

## Distribution
Le Carouge à ailes baies se retrouve dans la moitié nord de l’Argentine, l’Uruguay, le centre et l’est de la Bolivie, le centre et l’ouest du Paraguay, et l’extrême sud du Brésil. Cette espèce ne migre pas et est très sédentaire, ne s’éloignant que très peu de son lieu de naissance.

## Systématique
À la suite de la publication de l'étude phylogénique Fraga (2008) et suivant l'avis d'autres autorités taxinomiques, le Congrès ornithologique international sépare de cette espèce sa sous-espèce A. b. fringillarius (présente dans nord-est du Brésil) et l'élève au rang d'espèce, le Carouge de Spix (Agelaioides fringillarius).

### Sous-espèces
D'après la classification de référence (version 5.2, 2015) du Congrès ornithologique international, cette espèce est constituée des deux sous-espèces suivantes (ordre phylogénique) :
- A. b. badius : la sous-espèce la plus répandue : occupe la majeure partie de l’aire de distribution
- A. b. bolivinaus : se retrouve en altitude jusqu’à 3 350 m en Bolivie.

## Habitat
Le Carouge à ailes baies habite les lisières forestières et les forêts dégagées xériques, notamment où on retrouve des arbres épineux.  

## Nidification
Le Carouge à ailes baies n’est pas un parasite comme les membres du genre Molothrus. Il est lui-même très fréquemment parasité par le Vacher criard duquel il est l’hôte préféré. Presque 100 % des nids du Carouge à ailes baies sont parasités, souvent avec plus d’un œuf, par le Vacher criard.  